# خواكين غونزاليس
خواكين غونزاليس هو طبيب فلبيني، ولد في 22 يوليو 1853 في Baliwag ‏ في الفلبين، وتوفي في 21 سبتمبر 1900 في مانيلا في الفلبين.